# Die Schlacht (Theaterstück)
Die Schlacht ist eine Szenenfolge des deutschen Dramatikers Heiner Müller, die im Zeitraum zwischen 1951 und 1974 entstand. Die Szene DAS LAKEN ODER DIE UNBEFLECKTE EMPFÄNGNIS wurde erstmals am 25. September 1974 in der Regie von Manfred Karge und Matthias Langhoff an der Volksbühne Berlin innerhalb des Spektakels 2 gezeigt. Die Uraufführung der kompletten Szenenfolge Die Schlacht (zusammen mit Traktor von Heiner Müller) war am 30. Oktober 1975 an der Volksbühne Berlin. Regie führten Manfred Karge und Matthias Langhoff.

## Handlung und Dramaturgie
Das Stück besteht aus fünf in sich abgeschlossenen Szenen, die während der Zeit des Faschismus spielen.
In DIE NACHT DER LANGEN MESSER begegnen sich in der Nacht des Reichstagsbrandes zwei Brüder, die Müller A und B nennt. A ist ein klassenbewusster Arbeiter und Gegner der Nazis. B wurde von der Gestapo gefoltert und ist zu den Braunhemden übergelaufen, hat jedoch niemanden ans Messer geliefert. Für seine Genossen ist er dennoch ein Verräter. Deshalb bittet er A, ihn zu erschießen. A tut es.
ICH HATT EINEN KAMERADEN zeigt vier Soldaten im Schnee an der Front. Der Hunger bringt sie auf den Gedanken, einen von ihnen zu töten und zu essen. Der Schwächste wird erschossen: „Er war / Unser schwächstes Glied und eine Gefahr / für den Endsieg. Jetzt aus Kameradschaft / Verstärkt er unsre Feuerkraft.“ „Der Vorgang wird durch Sprüche des vierten Soldaten, im Sinne der Nazi-Ideologie, rückstandslos ideologisch abgedeckt.“
In KLEINBÜRGERHOCHZEIT ruft ein fanatischer Nazi kurz vor dem Einmarsch der Roten Armee seine Frau und seine Tochter zum „heldenhaften“ Selbstmord auf. Als sie sich widersetzen, erschießt sie der Mann und setzt sich selbst den Revolver an die Schläfe. Er zögert zu schießen, da droht ihm Hitler aus dem Bild an der Wand. Der Mann weiß sich zu helfen: er dreht das Bild um und macht sich aus dem Staub: „Wo ein Ende war wird ein Anfang sein. / Der Starke ist am mächtigsten allein.“
FLEISCHER UND FRAU ist ein Minidrama, ein „Stück im Stück“, das aus fünf Kurzszenen besteht. Der Fleischer hat sich durch seinen Beitritt zur SA wirtschaftlich saniert und drückt sich vor dem Kriegseinsatz. Als in der Nähe ein amerikanisches Flugzeug abstürzt, wird er beauftragt, den Piloten zu töten: „Das schlägt in dein Fach, du bist Fleischer.“ Kurz vor Kriegsende geht der Mann aus Angst, für den Mord zur Rechenschaft gezogen zu werden, ins Wasser. Die Fleischersfrau folgt ihm und ist unschlüssig, ob sie ihn retten oder ertrinken lassen soll. Schließlich springt sie ins Wasser, ihn zu retten, und bringt ihren Mann um, weil der Ertrinkende, sich an sie klammernd, sonst sie umgebracht hätte: „Er oder ich.(…) Die Kinder sind auch da. Tot ist tot.“
DAS LAKEN ODER DIE UNBEFLECKTE EMPFÄNGNIS spielt 1945 in einem Luftschutzkeller, unmittelbar vor dem Einmarsch der Roten Armee in Berlin. Ein Soldat der Wehrmacht entledigt sich seiner Uniform. Die anderen Kellerinsassen bringen ihn dazu, ein weißes Laken als Zeichen der Kapitulation zu hissen. Zwei SS-Männer dringen in den Keller ein, der Soldat wird von den anderen verraten und wegen Hochverrats gehängt. Zwei russische Soldaten bringen die Leiche zurück in den Keller. Eine der Frauen behauptet, der Tote sei ihr Sohn gewesen, und bekommt von den Russen ein Brot. „Über dem Toten beginnt der Kampf der Überlebenden um das Brot.“
Ein Hauptmythos des Nationalsozialismus, die Deutschen seien eine „Volksgemeinschaft“ gewesen, die für „Führer, Volk und Vaterland“ bis in den Tod geht, wird mit den dramaturgischen Mitteln der Farce und des Grand Guignol ad absurdum geführt. Im Kampf ums Überleben ist sich jeder selbst der Nächste. Zur Dramaturgie der Szenenfolge bemerkt Müller: „Formal ist Schlacht/Traktor eine Bearbeitung von eigenen 20 und mehr Jahre alten Texten bzw. der Versuch, ein Fragment synthetisch herzustellen. (...) Ich glaube nicht, dass eine Geschichte, die „Hand und Fuß“ hat (die Fabel im klassischen Sinn), der Wirklichkeit noch beikommt. Übrigens handelt der Text von Situationen, in denen Individuelles nur partikulär zur Wirkung kommt, zersprengt von Zwangslagen (die natürlich unter bestimmten Bedingungen, von Individuen herbeigeführt worden sind).“ Die Methode der „synthetischen Fragmentarisierung“ bezieht sich auf die „Montage der Attraktionen“, die der russische Filmregisseur Sergej Eisenstein in den 20er Jahren entwickelte und die durch Regisseure wie Wsewolod Meyerhold und Erwin Piscator auch auf dem Theater angewandt wurde. Brecht entwickelte diesen dramaturgischen Ansatz in seinem Epischen Theater weiter. Heiner Müller setzte das Experimentieren mit Montage und Fragment u. a. in seinen Stücken Germania Tod in Berlin, Leben Gundlings Friedrich von Preußen Lessings Schlaf Traum Schrei, Verkommenes Ufer Medeamaterial Landschaft mit Argonauten und Wolokolamsker Chaussee I-V fort. Aus der Szene Traktor, die ursprünglich für Die Schlacht vorgesehen war, entwickelte Müller ein eigenständiges Stück, das häufig gemeinsam mit Die Schlacht aufgeführt wurde.

## Bezug zu BrechtsFurcht und Elend des Dritten Reiches
Müllers Szenenfolge Die Schlacht nimmt deutlich Bezug auf Bertolt Brechts Furcht und Elend des Dritten Reiches (Uraufführung 1938, Paris). Müller spitzt allerdings im Vergleich zu Brecht sowohl inhaltlich als auch formal deutlich zu. Brecht interessierte die in einem Prolog – sinngemäß – gestellte Frage: Wie brauchbar wird dieses Volk für den Krieg seiner Verderber sein? Die unbeschönigte und illusionslose Antwort, die der Autor mit der Szenenfolge gab, schloss andererseits die Betonung des Widerstandskampfes der Arbeiterklasse ein. Müller kommt es vor allem auf das „subjektive Problem“, auf die „konkrete deutsche Erscheinungsform“ an, die Brecht nach Müllers Meinung erst im Vorspiel zu seiner Adaption der „Antigone“ des Sophokles präzise genug erfasst habe: Wo wart ihr, als euer Bruder getötet wurde?
Müller sieht dieses subjektive Problem in der sehr weit reichenden Objektwerdung und Entmenschlichung großer Teil der Bevölkerung; alle fünf Szenen führen vor, wie sogenannte „einfache Menschen“ – Arbeiter, Soldaten, Kleinbürger, wie sie auch in Brechts Szenenfolge im Zentrum stehen – dazu gelangen konnten, einander zu töten. In aller Drastik zeigt Müller so die Bereitschaft zu Verrat, Brutalität und Entsolidarisierung bis in die Familie hinein. „Wenn Brecht in Szenen wie Der Spitzel oder Die jüdische Frau der Zerfall der bürgerlich-kleinbürgerlichen Familie unter dem Faschismus beschäftigt hatte, so zeigt Müller darüber hinaus das Perverse ihres Funktionierens.“

## Rezeption
Müller schildert die Umstände zur Uraufführung an der Volksbühne folgendermaßen: „Mein erstes Stück an der Volksbühne war Die Schlacht, 1975, inszeniert von Karge und Langhoff. Es gab im Vorfeld Diskussionen im Patenbetrieb des Theaters, dem Glühlampenwerk NARVA. Die Schauspieler haben dort den Text vorgelesen und mit den Arbeitern darüber geredet, wie die das Kriegsende erlebt hatten und die Nazi-Zeit. So entstand ein ziemlich umfangreiches Material und das hat einiges an Skepsis abgefedert. Es gab wie üblich die Empfehlung, das Stück nicht zu machen, aber kein Verbot. In den ersten Aufführungen war Schlacht mit Traktor kombiniert. Die Strategie von Matthias Langhoff war Einschüchterung durch Kunst, eine aufwendige Inszenierung, mit vielleicht sogar zuviel Prunk und Ästhetik. (...) Traktor fiel später weg. Schlacht lief sehr lange, bis 1985.“
Die Schlacht rief nach der Uraufführung in der DDR zunächst eher Ablehnung, Unverständnis und Verstörung hervor. Müller reagierte mit einem Brief an Martin Linzer, der in der August-Ausgabe 1975 der ostdeutschen Fachzeitschrift Theater der Zeit erschien. Aber auch westliche Rezensenten kritisierten eine Einseitigkeit der Darstellung, die beispielsweise den antifaschistischen Widerstand vollkommen unerwähnt lässt und eine quasi anthropisch bedingte Grausamkeit des Menschen an die Stelle konkreter historischer Kausalitäten setzt.
Davon unberührt erlebte das Stück sowohl im deutschen Sprachraum als auch im Ausland (u. a. in Frankreich, Österreich, Japan und Südafrika) zahlreiche Inszenierungen. Das Heiner-Müller-Handbuch verzeichnet bis 2002 55 Inszenierungen im In- und Ausland. Seit den 80er Jahren wurde es häufig mit der Szenenfolge Wolokolamsker Chaussee I-V von Müller kombiniert. Eine ungewöhnliche Kombination und eine sehr erfolgreiche Inszenierung schuf Frank Castorf 1994 an der Berliner Volksbühne: er montierte die Schlacht- Szenen in den bürgerlichen Schwank Pension Schöller ein.

## Inszenierungen (Auswahl)
- 1974 Volksbühne Berlin, Regie: Manfred Karge, Matthias Langhoff. Uraufführung[17]
- 1975 Deutsches Schauspielhaus Hamburg, Regie: Ernst Wendt, eingeladen zu den Mülheimer Theatertagen 1976
- 1976 Schauspielhaus Basel, Regie: Harun Farocki / Hanns Zischler
- 1979 Städtische Bühnen Erfurt, Regie: Klaus Erforth / Alexander Stillmark
- 1981 Staatsschauspiel Dresden, Regie: Wolfgang Engel[18]
- 1982 Theater Anklam, Regie: Frank Castorf
- 1982 Schauspielhaus Düsseldorf, Regie: B. K. Tragelehn
- 1985 Schauspielhaus Bochum, Regie: Barbara und Jürgen Esser (zusammen mit Wolokolamsker Chaussee I)
- 1994 Volksbühne Berlin, Regie: Frank Castorf (zusammen mit Pension Schöller von Carl Laufs und Wilhelm Jacoby)[19]

## Textausgaben (Auswahl)
- Heiner Müller: Die Schlacht. In: Heiner Müller, Werke 4, Die Stücke 2.Hrsg. von Frank Hörnigk. Suhrkamp Verlag Frankfurt am Main 2001
- Heiner Müller: Die Schlacht/Traktor / Leben Gundlings Friedrich von Preußen Lessings Schlaf Traum Schrei. Henschelverlag Kunst und Gesellschaft, Berlin 1977

## Interviews / Gespräche
- Das Wiederfinden der Biografien nach dem Faschismus. Auszüge aus einem in Genf geführten Interview über die Inszenierung Die Schlacht an der Volksbühne Berlin; mit Matthias Langhoff und anderen. In: Heiner Müller: Gesammelte Irrtümer 2. Hrsg. von Gregor Edelmann und Renate Ziemler. Verlag der Autoren, Frankfurt am Main 1990, ISBN 3-88661-103-5
- Heiner Müller: Krieg ohne Schlacht. Leben in zwei Diktaturen. Kiepenheuer & Witsch, Köln 1992, S. 252ff. ISBN 3-462-02172-9